# Brachygalea mononacula
Brachygalea mononacula là một loài bướm đêm trong họ Noctuidae.